# Nikolaj Nikitin

Nikolaj Nikitin (2014)

Nikolaj Nikitin (* 17. Mai 1974) ist ein deutscher Filmkurator, Geschäftsführer und Künstlerischer Leiter. 
Er ist Gründer und Leiter des Projektes SOFA – School of Film Advancement, das er 2013 gegründet hat. Zudem ist er seit 2002 der Delegierte für Russland, Kaukasus, Zentralasien und Osteuropa bei den Internationalen Filmfestspielen von Berlin, seit 2007 auch für Mitteleuropa. Nikitin war 1995 bis 2010 Herausgeber und Chefredakteur des Filmmagazins Schnitt und von 2001 bis 2016 Künstlerischer Leiter und Geschäftsführer des Filmfestivals Filmplus, das sich als einziges Festival weltweit der Filmmontage widmet. Seit 2022 ist er Kurator der Wettbewerbs Sektion Critics’ Picks beim Tallinn Black Nights Film Festival (PÖFF) und sitzt in der Auswahlkommission des Wettbewerbs dieses A-Festivals und führt als künstlerischer Leiter seit 2005 das Europäische Filmfestival in Palic, Serbien.

## Leben
Nikolaj Nikitin studierte an der Ruhr-Universität Bochum Film- und Fernsehwissenschaften, Kunstgeschichte sowie Theaterwissenschaften und gründete noch während seiner Studienjahre das Filmmagazin „Schnitt“, dessen Herausgeber er bis zum Jahr 2010 blieb.
Zusammen mit Oliver Baumgarten initiierte er im Jahr 2001 das Forum für Filmschnitt und Montagekunst, das heutige Filmfestival Filmplus in Köln, das bis heute weltweit einzige Festival, das sich der Filmmontage widmet. Das Festival vergibt Preise für die beste Montage von Spiel-, Dokumentar- und Kurzfilmen sowie einen Ehrenpreis.
Seit dem Jahr 2002 ist Nikolaj Nikitin der Delegierte für Kaukasus, Zentralasien und Osteuropa bei den Internationalen Filmfestspielen von Berlin, seit 2007 auch für Mitteleuropa und seit 2018 für Skandinavien. 2019 verließ Nikitin die Berlinale und übernahm die künstlerische Leitung des International Film Festival Prague/Febiofest und leitet das Festival bis heute. Nikitin war Mitglied zahlreicher internationaler Filmfestival-Jurys und Mitglied der European Film Academy, von FIPRESCI, Cineuropa, dem Verband der Deutschen Filmkritik, EAVE (European Audiovisual Entrepreneurs) und unterrichtet im In- und Ausland an Universitäten und Filmschulen. Gleichzeitig arbeitete er als Filmkurator, etwa für das Goethe-Institut und ist seit 2005 künstlerischer Leiter des Palic European Film Festival.
2013 initiierte er mit SOFA – School of Film Agents einen jährlichen Workshop, der sich an junge Filmvermittler richtet, die neue Distributionswege für Filme in den Ländern der Östlichen Partnerschaft, Mittel- und Osteuropa entwickeln und die Kinokultur und Filmbildung in ihren Heimatländern stärken. Aus den ersten SOFA-Jahrgängen entwickelte sich erfolgreiche das serbische Projekt Festival Box Office sowie die regionale rumänische Filmförderung Transilvania Film Fund. Seit 2017 finden jährlich drei SOFA-Workshops statt – einer in Warschau (Projektentwicklung), einer in Tiflis (Projektmarketing) und einer in Vilnius (Projektfinanzierung).

## Schriften
als Herausgeber:
- Schnitt – das Filmmagazin. Schnitt, Bochum/Köln 1995–2010, DNB 018580424.
- Filmkalender. Schüren, Marburg 2001–2004.